# 에스메랄다 (가상의 인물)

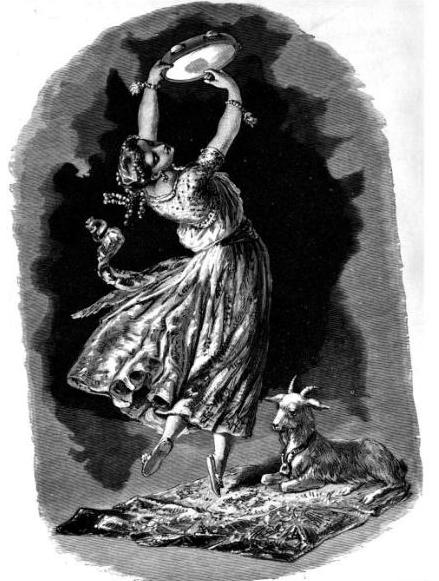

에스메랄다(프랑스어: Esméralda)는 빅토르 위고의 노트르담의 꼽추에 등장하는 가상의 인물이다.
그리고 베르나르 베르베르의 고양이,문명에 등장하는 가상의 고양이다.

## 생애
에스메랄다가 태어났을 때 이름은 아그네스(Agnes)였다. 그는 파케트 귀베르토(Paquette Guybertaut)의 사생아로 태어났다. 파케트는 부모 없는 시인의 딸로, 랭스에 살았다. 파케트는 한 젊은 귀족의 유혹에 빠져 성매매를 하게 되었고, 비참하고 곤궁한 삶을 살게 됐다. 아그네스의 탄생은 파케트의 삶에 행복을 불어넣었으며, 파케트는 자신의 아이에게 아낌없는 관심과 사랑을 주었다. 하지만 집시들이 아이를 훔쳐가고 대신 추한 기형을 가진 콰지모도를 그 자리에 놓았다. 동네 사람들은 집시들이 아그네스를 잡아 먹은 것이라고 결론지었고, 절망한 파케트는 랭스를 떠났다. 집시들이 놓고간 아이(콰지모도)는 파리로 보내져 노트르담 대성당에 버려졌다.
15년 뒤, 이제는 에스메랄다로 불리게 된 아그네스는 파리의 집시 무리와 함께 살고 있었다. 에스메랄다는 무용가로 활약했다. 그녀의 애완염소(pet goat)인 잘리(Djali) 역시 탬버린으로 재주를 부렸다.
클로드 프롤로는 자신의 입양아인 콰지모도를 보내 에스메랄다를 납치하게 했다. 하지만 페뷔스 드 샤토페르가 나타나 에스메랄다를 구했다. 그 순간 에스메랄다는 페뷔스와 사랑에 빠졌다. 그날 밤 '거지들의 왕' 클로팽 트루유푸는 거지들의 영역을 불법 침입했다는 이유로 시인 피에르 그랭구아르를 죽이려 했다. 에스메랄다는 그의 목숨을 구해주는 대신 그랭구아르와 결혼하기로 한다.
에스메랄다 납치에 실패한 콰지모도가 사람들의 웃음거리가 되고 만다. 하지만 납치 대상자였던 에스메랄다는 그를 불쌍히 여겨 콰지모도에게 물을 주었다. 그때 수녀가 된 파케트가 나타나 에스메랄다를 저주하며 에스메랄다와 집시들이 자신의 아이를 잡아먹었다고 말했다.
두달 뒤 에스메랄다는 거리를 걷다가 풰비의 약혼녀인 플뢰더리 드 곤들로리에와 그녀의 부유한 귀족 친구들에게 지목당했다. 플뢰더리는 에스메랄다의 미모에 질투심을 느껴 짐짓 에스메랄다를 보지 못한 체 했다. 하지만 플뢰더리의 친구들은 에스메랄다를 곤들로리에 가문의 집으로 불렀다. 에스메랄다가 방에 들어오자 긴장감이 생겼다. 모두 아름담게 보였던 귀족 가문의 여성들이 에스메랄다 앞에서는 평범하게 보였던 것이다. 에스메랄다의 미모가 자신들을 월등히 앞선다는 점을 깨달은 귀족 소녀들은 대신 에스메랄다의 옷을 비웃었다. 풰뷔는 에스메랄다의 기분을 좋게 해주려 했지만, 플뢰더리는 에스메랄다의 가방을 잡아 채 열었다. 글자가 적힌 나무 조각들이 떨어졌고, 염소 잘리가 그 글자들을 '풰비'라는 글자로 만들었다. 경쟁자가 생겼다는 사실을 알게 된 플뢰더리는 에스메랄다를 마녀라 부르며 기절했다. 에스메랄다는 자리를 뛰쳐나왔고 풰비가 그 뒤를 따랐다.
그 달 말, 에스메랄다는 풰비를 만나 자신의 사랑을 고백했다. 그녀의 키스를 받은 풰비는 에스메랄다를 사랑하는 것처럼 꾸몄다. 풰비는 에스메랄다에게 결혼의 포인트가 무엇인지 물었다. 에스메랄다의 반응을 본 풰비는 짐짓 슬퍼하는 모양새를 취하며 더 이상 자신을 사랑하지 말라고 말했다. 에스메랄다는 더 이상 사랑하지 않을테니 대신 그가 원하는 일을 해주겠따고 했다. 풰비는 에스메랄다의 옷을 벗기며 다시 키스를 하려고 했다. 그때 문 뒤에 숨어서 이를 지켜보던 프롤로가 나타나 화를 내며 풰비를 찌르고 도망쳤다. 프롤로의 시야에서 벗어난 에스메랄다는 자신이 살인을 저지른 꼴이 됐다는 사실을 알아챘다. 에스메랄다는 자신의 무죄를 주장했지만 결국 자백하게 됐다. 법정은 그녀가 살인과 요술을 부렸다는 이유로 사형을 언도했다. 에스메랄다는 옥에 갇혔다.
프롤로가 옥에 갇힌 에스메랄다를 찾았다. 프롤로는 에스메랄다에게 그녀를 향한 자신의 내면의 갈등을 이야기했고, 자신의 품으로 오던지 죽던지 양자택일하라는 최후 통첩을 내렸다. 에스메랄다는 프롤로가 자신의 이기심을 채우기 위해 자신을 이런 고통에 내몰았다며 프롤로의 제안을 거절했다. 감정이 상한 프롤로는 도시를 떠났다. 다음날 에스메랄다의 사형이 집행되기 직전, 콰지모도가 나타나 에스메랄다를 데리고 도망쳤다.
노트르담의 방에 사는 동안 에스메랄다는 콰지모도를 보다 친근하게 생각하게 됐고, 그의 일그러진 외모를 바로 볼 수 있게 됐다. 콰지모도는 에스메랄다에게 고음을 내는 호각을 주며 도움이 필요하면 이 호각을 불라고 말했다. 어느날 에스메랄다는 풰비가 노트르담 대성당을 지나치는 모습을 보게 됐고, 콰지모도에게 풰비의 뒤를 쫓아달라고 부탁했다. 콰지모도는 풰비가 자신의 약혼자의 집을 떠나는 모습을 목격하고 풰비에게 에스메랄다가 보고 싶어 한다는 사실을 전했다. 에스메랄다가 죽었다고 생각한 풰비는 콰지모도가 지옥에 떨어진 에스메랄다가 보낸 악마라고 생각해 겁을 먹고 도망쳤다. 돌아온 콰지모도는 에스메랄다에게 풰비를 보지 못했노라고 전했다.
에스메랄다와 콰지모도가 조용히 사는 동안 프롤로는 자신의 비밀방에 숨어 다음 할 일을 고민하고 있었다. 어느날 밤 프롤로는 마스터키를 가지고 에스메랄다의 방으로 갔다. 잠에서 깬 에스메랄다는 공포에 몸을 움직일 수 없었고 프롤로는 에스메랄다를 침대에 묶고 강간을 시도했다. 프롤로를 뿌리칠수 없었던 에스메랄다는 호각을 불었다. 프롤로가 정신을 차리기 전에 콰지모도는 프롤로를 잡아들고 멱에 메쳐 죽이려 했다. 그 순간 달빛에 프롤로의 얼굴이 나타났고 콰지모도는 에스메랄다를 공격한 사람이 누군지 알게 됐다. 분노를 삭히지 못한 프롤로는 자신이 그녀를 가질 수 없다면 누구도 그녀를 가질 수 없다고 말한 뒤 대성당을 떠났다.
프롤로는 그랭구아르를 찾아 팔멍(Parlement)이 에스메랄다를 성당에서 내쫓기로 결의했다는 사실을 전하며 병사들을 시켜 임무를 수행하려 했다. 그랭구아르는 에스메랄다를 구하기 위해 마지못해 승낙한 뒤, 프롤로와 작전을 짰다. 다음날 밤 그랭구아르는 파리의 집시들을 데리고 노트르담에 들어가 에스메랄다를 구하려 했다. 콰지모도는 이를 오해하고 노트르담의 방어시설을 이용해 집시들에게 반격을 가했다. 이 소식을 전해들은 루이 11세는 풰비를 포함한 병사들을 보내 소란을 진압하고 에스메랄다를 교수형에 처하기로 했다. 병사들은 노트르담에 진입해 집시들을 죽이고 그 사이 콰지모도는 에스메랄다의 방으로 달려갔다. 하지만 에스메랄다는 그 곳에 없었다.
집시들과 병사들이 대성당으로 몰려든 때, 그랭구아르와 한 남자가 노트르담에 잠입해 에스메랄다를 찾아낸 뒤 대성당을 빠져나갈 참이었다. 에스메랄다를 구하겠다는 그랭구아르의 말에 에스메랄다는 대성당을 떠났다. 세 사람은 근처에 세워둔 보트를 타고 센강을 따라 내려갔다. 에스메랄다를 죽여야 한다는 사람들의 고함소리를 들은 에스메랄다는 기절했다.
정신이 든 에스메랄다의 곁에 그랭구아르는 없었다. 그랭구아르와 함께 온 남성은 프롤로였다. 프롤로는 다시 한번 에스메랄다에게 자신과 함께 할 것인지 병사들에게 갈 것인지 선택하라고 말했다. 에스메랄다가 차라리 죽겠다고 말하자 화가 난 프롤로는 그녀를 파케트 귀베르토에게 넘긴다. 그때 파케트는 에스메랄다가 사실은 잃어버린 자신의 딸이었다는 사실을 알게 된다. 병사들이 도착하고 파케트는 병사들에게 자비를 베풀어 달라고 청원한다. 병사들은 파케트와 에스메랄다를 교수대로 끌고가는데, 그 과정에서 파케트는 사망한다.
한편 콰지모도는 미친 듯이 에스메랄다를 찾고 있었다. 북쪽 탑 위에 올라간 콰지모도는 프롤로가 그곳에 있다는 사실을 알게 됐다. 콰지모도는 얼빠진 모습을 한 프롤로의 시선이 향한 곳을 봤다. 흰 드레스를 입은 에스메랄다가 교수대에 매달려 비명을 지르고 있는 모습이었다.

## 같이 보기
- 코제트